# 성암동 (서울)
성암동(城岩洞)은 대한민국 서울특별시의 폐지된 행정동이다. 1955년 4월 18일에 성산동 지역과 상암동, 중동 지역을 관할하여 설치되었고, 1970년 5월 5일에 폐지되었다.

## 같이 보기
- 상암동
- 성산동